# رود جغجغ
رود جغجغ یا رود جقجق نام یکی از رودخانه های مهم کشور سوریه و ترکیه به طول 100 کیلومتر می‌باشد. این رود در سوریه از شهر قامشلی و در ترکیه از شهر نصیبین می‌گذرد.
این رود از ریزابه‌های رود خابور است.
بررسی‌های تاریخی نشان می‌دهد که این رود و ناحیهٔ آبرفتی آن احتمالاً بسیار فعال‌تر و وسیع‌تر بوده‌است. شهر باستانی کحات که در تل بری امروزی واقع است بر روی این رودخانه جای داشته‌است.